# Nicoya Sinus
Il Nicoya Sinus è una struttura geologica della superficie di Titano.